# Hasayan
Hasayan è una suddivisione dell'India, classificata come nagar panchayat, di 5.584 abitanti, situata nel distretto di Hathras, nello stato federato dell'Uttar Pradesh. 